# Czornije
Czornije (ukr. Чорнії, Czorniji) – wieś na Ukrainie, w obwodzie lwowskim, w rejonie lwowskim (wcześniej w rejonie żółkiewskim). W 2001 roku liczyła 36 mieszkańców.